# Envoyé

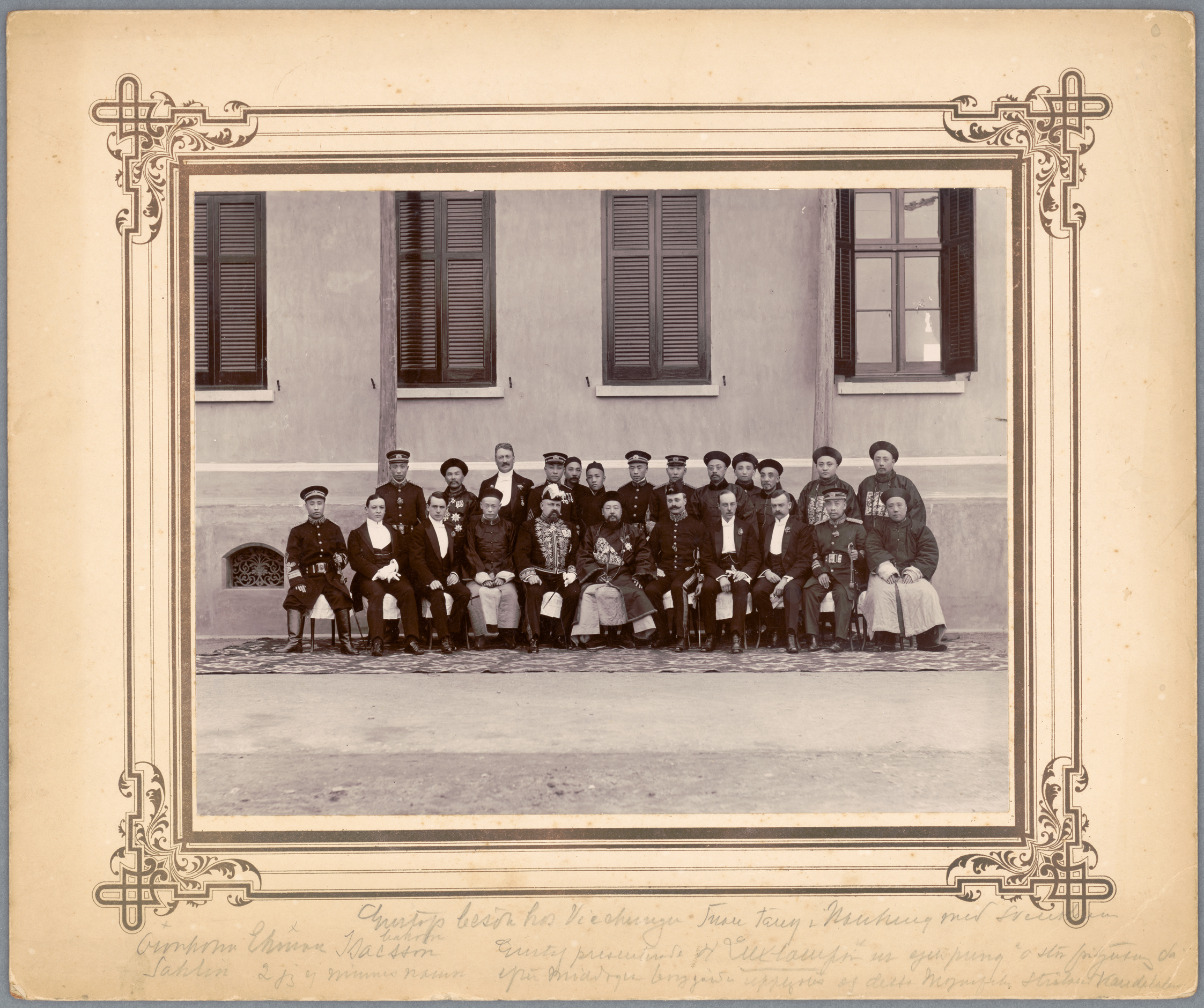
Fotografi av Sveriges envoyé till Japan och Kina Gustaf Oscar Wallenbergs besök hos vice-kung Tuan Fang i Nanking år 1907.

En envoyé (tidigare även envoajoé) är ett diplomatiskt sändebud hos en främmande stat. Personen är där chef för en beskickning med rangen legation.
En envoyé räknas vid sidan om ministre plénipotentiaire som andra rangens diplomater, närmast efter ambassadörer och före ministerresidenter.